# Кавалерское сельское поселение (Ростовская область)
Кавалерское сельское поселение — муниципальное образование в Егорлыкском районе Ростовской области. 
Административный центр поселения — хутор Кавалерский.

## Административное устройство
В состав Кавалерского сельского поселения входят:
- хутор Кавалерский;
- хутор Березовский.

## Население
| 2010  | 2012  | 2013  | 2014  | 2015  | 2016  | 2017  |
| ----- | ----- | ----- | ----- | ----- | ----- | ----- |
| 2573  | ↘2547 | ↘2514 | ↘2463 | ↘2459 | ↘2442 | ↘2418 |
| 2018  | 2019  | 2020  | 2021  |       |       |       |
| ↘2359 | ↘2294 | ↘2256 | ↘2219 |       |       |       |